# Glynis Johns
Glynis Margaret Payne Johns, känd som Glynis Johns, född 5 oktober 1923 i Pretoria, Sydafrika, död 4 januari 2024 i Los Angeles, Kalifornien, var en brittisk skådespelare, dansare och sångerska.
Hennes mor var pianist och hennes far var skådespelaren Mervyn Johns. Johns scendebuterade 1935 och filmdebuterade 1938.
Glynis Johns utvecklades från skolflicksroller till en driven komedienne. En av hennes mest kända roller är som sjöjungfrun i filmen Miranda, sjöjungfrun 1948.
Johns spelade huvudrollen i musikalen A Little Night Music på Broadway 1973, där hon lanserade den kända melodin "Send in the Clowns". Stephen Sondheim skrev melodin speciellt för henne och kommenterade att hon hade en vacker röst men begränsad förmåga att hålla ut toner. Melodin blev senare en stor framgång för andra sångare, som Judy Collins och Frank Sinatra.

## Filmografi i urval
- 1941 – 49:de breddgraden
- 1944 – Mellan två världar
- 1945 – Gryning över London
- 1948 – Miranda, sjöjungfrun
- 1951 – Utan återvändo
- 1951 – Da capo
- 1952 – En tusan till karl
- 1956 – Hovnarren
- 1959 – De sammansvurna
- 1960 – Viddernas vagabond
- 1962 – The Chapman Report
- 1964 – Mary Poppins
- 1965 – Kära Brigitte
- 1972 – Under Milk Wood
- 1982 – Little Gloria... Happy at Last (Miniserie)
- 1988 – Nukie
- 1994 – Absolut gisslan
- 1995 – Medan du sov
- 1999 – Superstar